# Supercopa de Futsal Feminino
A Confederação Brasileira de Futebol de Salão (CBFS) criou em 2018 a Supercopa do Brasil de Futsal Feminino com objetivo de ampliar o calendário esportivo da modalidade e melhorar a visibilidade do futsal feminino brasileiro.

## Edições
| # | Ano           | Sede         |                 | Final        | Final           | Final |
| # | Ano           | Sede         | Campeão         | Placar       | Vice            |       |
| 1 | 2018 Detalhes | Chapecó      | Leoas da Serra  | 3 – 3 4 – 2  | Female          |       |
| 2 | 2019 Detalhes | Cianorte     | Cianorte        | 3 - 3 2 - 0  | Female          |       |
| 3 | 2020 Detalhes | Lages        | Leoas da Serra  | 1 - 2 4 - 1  | Taboão da Serra |       |
| 4 | 2021 Detalhes | Lages        | Taboão da Serra | 3 - 2        | Leoas da Serra  |       |
| 5 | 2022          | --           | --              | --           | --              |       |
| 6 | 2023          | Cascavel     | Stein Futsal    | 3 - 3(4 - 2) | Taboão da Serra |       |
| 7 | 2024          | Campo Grande | Stein Futsal    | 1 - 0        | Taboão/Magnus   |       |

## Títulos por Equipe
| Times           | Títulos |
| Stein Futsal    | 2       |
| Leoas da Serra  | 2       |
| Taboão da Serra | 1       |
| Cianorte        | 1       |
| --------------- | ------- |

## Títulos por Estado
| Estados        | Títulos |
| Paraná         | 3       |
| Santa Catarina | 2       |
| São Paulo      | 1       |
| -------------- | ------- |